# Pepper's Ghost (Arena)
Pepper's Ghost è il sesto album in studio del gruppo rock britannico Arena, pubblicato nel 2005.

## Tracce
1. Bedlam Fayre – 6:08
2. Smoke and Mirrors – 4:42
3. The Shattered Room – 9:48
4. The Eyes of Lara Moon – 4:30
5. Tantalus – 6:31
6. Purgatory Road – 7:25
7. Opera Fanatica – 13:06

## Formazione
- Clive Nolan - tastiere, cori
- Mick Pointer - batteria
- Rob Sowden - voce
- John Mitchell - chitarre, cori
- Ian Salmon - basso, chitarra acustica